# عودة الفارس (مسلسل)
مسلسل أردني قديم أنتجه التلفزيون الأردني عام 1975 وكتبه محمود الزيودي وكان من بطولة إحسان صادق وقمر الصفدي ويوسف يوسف.